# Zaleski (Ohio)

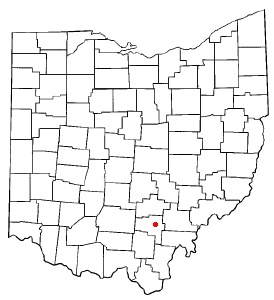
Zaleski na planie stanu Ohio

Zaleski – wieś w USA, w hrabstwie Vinton, w stanie Ohio.
Według danych z 2000 roku wieś miała 375 mieszkańców.